# John Bannon
Pour les articles homonymes, voir Bannon.
John Charles Bannon AO, né le 7 mai 1943 à Bendigo et mort le 13 décembre 2015 à Adélaïde, est un homme politique travailliste australien qui a été le 39e Premier ministre d'Australie-Méridionale. Il a été député de Ross Smith de 1977 à 1993.

## Biographie
Bannon est diplômé de l'université d'Adélaïde. Après l'achèvement de ses études, il a été conseiller auprès de divers gouvernements, dont celui de Gough Whitlam.
Il a été élu député de Ross Smith lors de l'élection de 1977 et est nommé au cabinet en moins d'un an. À la suite de la défaite de Don Dunstan et du parti travailliste aux élections de 1979, Bannon est élu à la tête du parti. Malgré les luttes de factions au sein du parti, Bannon réussit à porter son parti au pouvoir aux élections de 1982 en insistant sur la poursuite d'une gestion prudente des mesures budgétaires qui avait commencé sous David Tonkin et en insistant sur le développement économique de l’État.
L'approche consensuelle de Bannon pour gouverner est très différente de celle de l'ère Dunstan. Avant de s'occuper de réformes sociales, il fait de l'économie. Il vend les terrains réservés pour les autoroutes dans le cadre du plan MATS, crée Olympic Dam pour exploiter la gigantesque mine de cuivre et d'uranium, le projet sous-marin, une industrie de la défense, transforme une partie de la gare d'Adélaïde en complexe hôtelier avec casino et palais des congrès et met en route le Grand Prix de Formule 1.
La situation économique, moribonde au début des années 1980, rebondit et le gouvernement Bannon est facilement réélu à l'élection de 1985.
Cependant, l'économie connait une nouvelle baisse et Bannon et à l'élection de 1989, doit s'appuyer sur les indépendants travaillistes pour gouverner. Après les révélations d'irrégularités budgétaires en 1990, on découvre que la Banque de l'État a accumulé une dette de 7 milliards AUD. Le gouvernement doit emprunter 3,5 milliards de dollars pour protéger et soutenir la banque. Bannon quitte son poste de premier ministre et ministre du Trésor et a annoncé qu'il ne se représentera pas lors des prochaines élections. 

### Après la politique
Après sa retraite politique, ABC lui offre un poste de directeur pour Bannon en 1994 qu'il accepte. Il obtient ensuite un doctorat en histoire politique australienne de l'université Flinders, où il travaille comme professeur adjoint.

### Décès
John Bannon meurt des suites d'un cancer le 13 décembre 2015 à Adélaïde.